# Ejército Negro de Hungría
El Ejército Negro (en húngaro: Fekete sereg /fɛkɛtɛ ʃɛrɛɡ/ «Legión o regimiento negro», posiblemente llamado así por el color de su armadura) en la historiografía es el nombre común dado a las fuerzas militares que sirvieron bajo el reinado del rey Matías Corvino de Hungría. El antecesor y núcleo de este ejército mercenario apareció en la época de su padre (Juan Hunyadi) a inicios de la década de 1440.

## Historia
El Ejército Negro de Hungría tradicionalmente abarcó los años 1458-1490. Los hombres del Ejército Negro luchaban como bien pagados, mercenarios a tiempo completo y se dedicaban exclusivamente a las artes de la guerra. La mayoría de ejércitos mercenarios europeos de la época eran reclutados generalmente de la población en los momentos de crisis y los soldados trabajaron como panaderos, agricultores, fabricantes de ladrillos, etc., durante la mayor parte del año. Fue un ejército mercenario inusualmente grande para su época, y conquistó algunas partes de Austria y de Moravia. 
El núcleo del ejército originalmente consistía de 8000-10 000 mercenarios, posteriormente incrementaron a un tamaño permanente de 30 000 hombres y se duplicó durante las invasiones. Los soldados eran principalmente bohemios, alemanes, serbios, polacos y, desde 1480, húngaros. Cada quinto soldado de infantería en el Ejército Negro tenía un arcabuz, que fue una proporción inusual en ese momento. El alto precio de la pólvora medieval impedía incrementarlos aún más. Las fuerzas principales del ejército fueron la infantería, artillería y caballería ligera y pesada. La función de la caballería pesada era proteger a la infantería ligera y a la artillería, mientras que los otros cuerpos lanzaban ataques al azar, la sorpresa sobre el enemigo. Una importante victoria del Ejército Negro de Hungría fue en la batalla de Kenyérmező (campo de pan) donde los húngaros derrotaron a los otomanos. La muerte de Matías Corvino significó el fin del Ejército Negro, ya que Vladislao II de Hungría no fue capaz de cubrir los gastos del ejército.

## Organización
El primer ejército mercenario se formó en Francia en 1445. A este le siguió el famoso Ejército Negro de Matías Corvino, el cual se creó entre 1459 y 1460. En su época el enorme y estable Ejército Negro no tenía sencillamente igual en toda Europa.
En los campamentos periféricos colocaron principalmente a soldados husitas y los restos de los combatientes de Jan Giskra que vivían al norte del reino de Hungría. También sirvieron polacos y alemanes en el ejército mercenario, y a partir de 1480 húngaros. Estaba extraordinariamente bien organizado y contaba con técnicas militares modernas para su época, siempre respondiendo a la política centralizada y conquistadora del rey Matías. Su número constante variaba entre 8000 y 10 000 (futuro 30 000) hombres, pero en las temporadas de campañas militares podía aumentar al doble. Contaban con batallones de infantería, artillería y caballería pesada y ligera, quienes combinados resultaban una fuerza prácticamente imparable. La caballería ligera estaba compuesta por gentes de los Balcanes, en gran parte de origen serbio. Entre los comandantes más famosos se cuentan los húngaros Pablo Kinizsi, Blas Magyar, Esteban Báthory y el serbio Demetrio Jaksics y Brankovics, así como el pretendiente al trono turco Bayezid Callixtus Ottomanus, e incluso el rumano Vlad Tepes.
Aparte de los soldados extranjeros, el rey Matías también tenía un enorme ejército húngaro, de unos 90 000 soldados, de los cuales solo 16 000 eran caballería ligera y 16 000 infantería székely.

## Después de la muerte del rey Matías
Tras la muerte del rey Matías, no se puso del lado de Juan Corvino, el hijo ilegítimo del monarca, sino que apoyó a la alta nobleza húngara. Jugó un papel crucial para impedir que el joven llegase al trono del reino. El nuevo rey Vladislao II de Hungría había sido llamado por los nobles húngaros a ocupar el trono desde Polonia, pues éste había desposado a Isabel de Habsburgo de Hungría, hija del fallecido rey Alberto de Hungría hacía más de medio siglo. Vladislao II era un hombre fuerte y maduro, con grandes experiencias en el campo de batalla, justo lo que se necesitaba para contrarrestar las cada vez más frecuentes invasiones turcas. En cambio, Juan Corvino era un joven nacido fruto del adulterio, impopular y sin carácter como muchos lo consideraban. Vladislao II intentó mantener el Ejército Negro, pero no pudo contener y satisfascer a una gran parte de los mercenarios, que pronto abandonaron sus puestos y se disiparon. Asimismo, otros soldados se alistaron en el ejército mercenario del emperador germánico Maximiliano I de Habsburgo. Los restos del Ejército Negro fueron enviados a los territorios del sur de Hungría para repeler los ataques otomanos, pero ya que no se les pagaba a los mercenarios, éstos comenzaron a robar y a causar estragos en las aldeas.
Estos restos de soldados fueron derrotados por el noble húngaro Pablo Kinizsi, quien los confrontó y disolvió en nombre del rey. En agosto de 1492 se consumó el destino del ejército del fallecido rey Matías. Fueron derrotados en la ciudad de Szegednic, a orillas del río Sava. Los restos que huyeron hacia el sur a Bratislava fueron finalmente contenidos por Kinizsi en pequeños enfrentamientos, hasta que los últimos vestigios desaparecieron en la primavera de 1494.